# ブラック・スワン (バート・ヤンシュのアルバム)
『ブラック・スワン』（原題：The Black Swan）は、スコットランドのフォーク・ミュージシャン、バート・ヤンシュが2006年に発表したスタジオ・アルバム。ヤンシュは2011年に67歳で死去しており、結果的に生涯最後のスタジオ・アルバムとなった。

## 背景
デヴェンドラ・バンハートやジョアンナ・ニューサム等の作品を手がけたノア・ジョージソンが共同プロデューサーに起用され、バンハート、ベス・オートン、デヴィッド・ロバック等のゲストを迎えて制作された。イギリス盤はサンクチュアリ・レコードから発売されたが、アメリカ盤は、ジョージソンの紹介によりインディー・ロック系のレーベルとして知られるドラッグ・シティから発売された。

## 反響・評価
イギリスでは2006年9月30日付の全英アルバムチャートで99位を記録し、ヤンシュにとって唯一の全英トップ100アルバムとなった。
Thom Jurekはオールミュージックにおいて5点満点中4点を付け「ブルースおよびアメリカ、ケルト、イギリスのフォークの様式に関する彼の解釈は、東欧の音楽への知見にも裏打ちされており、彼はそうした要素を、継ぎ目なくつなぎ合わせている」と評している。また、Robin Denselowは『ガーディアン』紙のレビューで5点満点中4点を付け「彼の歌そのものは相変わらず大人の味だが、若き新進ミュージシャンとの共演により、彼の演奏に新鮮な多様性が盛り込まれている」と評している。

## 収録曲
特記なき楽曲はバート・ヤンシュ作。
1. "The Black Swan" - 6:25
2. "High Days" - 3:47
3. "When the Sun Comes Up" - 3:54
4. "Katie Cruel" (Traditional) - 2:59
5. "My Pocket's Empty" (Traditional) - 3:49
6. "Watch the Stars" (Traditional) - 2:54
7. "A Woman Like You" - 4:13
8. "The Old Triangle" (Brendan Behan) - 4:06
9. "Bring Your Religion" - 3:05
10. "Texas Cowboy Blues" - 3:07
11. "Magdalina's Dance" (Bert Jansch, Paul Wassif) - 3:19
12. "Hey Pretty Girl" - 3:03

## 参加ミュージシャン
- バート・ヤンシュ - ボーカル、ギター、バンジョー
- ベス・オートン - ボーカル(on #3, #4, #6)、ギター(on #6)
- デヴェンドラ・バンハート - ボーカル(on #4)
- デヴィッド・ロバック（英語版） - スライドギター(on #3)
- ケヴィン・バーカー - リードギター(on #6)、パーカッション(on #4)
- ポール・ワシフ - ギター(on #5)、スライドギター(on #7)、バンジョー(on #11)
- リチャード・グッド - スライドギター(on #9)
- アダム・ヤンシュ - キーボード(on #1, #9)
- ノア・ジョージソン（英語版） - パーカッション(on #1)、ベース(on #9, #10)
- オットー・ハウザー - ドラムス(on #3, #5, #6, #9)、パーカッション(on #4, #7)
- ピート・ニューサム - ドラムス(on #10)
- ヘレナ・エスプヴァル（英語版） - チェロ(on #1)
- マギー・ボイル（英語版） - フルート(on #11)